# Euxoa dentata
Euxoa dentata là một loài bướm đêm trong họ Noctuidae.